# Évran
Evran (bret. Evrann) – miejscowość i gmina we Francji, w regionie Bretania, w departamencie Côtes-d’Armor.
Według danych na rok 1990 gminę zamieszkiwało 1561 osób, a gęstość zaludnienia wynosiła 66 osób/km² (wśród 1269 gmin Bretanii Evran plasuje się na 404. miejscu pod względem liczby ludności, natomiast pod względem powierzchni na miejscu 403.).
W Évran urodził się wikariusz apostolski Nowych Hebrydów Victor Douceré.